# Мрва, Мартин
Мартин Мрва ( Martin Mrva; род. 12 декабря 1971, Прешов) — словацкий шахматист, гроссмейстер (2005).

## Шахматная карьера
Чемпион Словацкой социалистической республики 1989 года. Чемпион Словакии 2009 года.
Участник 18-го чемпионата Европы среди юниоров (1988/1989) в г. Арнеме (16-е место).
В составе сборной Словакии участник следующих соревнований:
- 4 олимпиады (1994—1996, 2000 и 2004).
- 4 Кубка Митропы[нем.] (1995—1997, 2004—2005). Выиграл 2 медали в команде — серебряную (2004) и бронзовую (2005).

### Участие в клубных соревнованиях
Участник командного чемпионата Чехословакии (1991/1992) и 16-го Кубка европейских клубов (2000) в составе клуба «Татран», г. Прешов.
В составе различных клубов участник 5-и командных чемпионатов Чехии.
Многократный участник командных чемпионатов Словакии в составе клубов «Татран», г. Прешов (1995—2005), шахматного клуба г. Кошице (2006—2007), «INBEST Dunajov» (2009—2010), «Edymax» г. Бардеёв (2011), «KdV» г. Кежмарок (2012), «REINTER» Гуменне (2016—2017). Выиграл 6 медалей в команде: 1 золотую (2000), 4 серебряные (2006—2007, 2009, 2017) и 1 бронзовую (1995), а также 7 медалей в индивидуальном зачёте: 4 золотые (1995, 2000, 2003, 2009), 1 серебряную (1998) и 2 бронзовые (2002, 2006).

## Личная жизнь
Мартин Мрва женат на словацкой шахматистке, международном мастере Алене Мрвовой (урожденной Бекиарисовой).

## Таблица результатов
| Год  | Город   | Турнир         | + | − | = | Результат | Место |
| ---- | ------- | -------------- | - | - | - | --------- | ----- |
| 1994 | Москва  | 31-я олимпиада | 4 | 2 | 1 | 4½ из 7   |       |
| 1996 | Ереван  | 32-я олимпиада | 3 | 3 | 1 | 3½ из 7   |       |
| 2000 | Стамбул | 34-я олимпиада | 4 | 2 | 3 | 5½ из 9   |       |
| 2004 | Кальвиа | 36-я олимпиада | 1 | 3 | 0 | 1 из 4    |       |
|      |         |                |   |   |   | из        |       |

## Изменения рейтинга
| Графики недоступны из-за технических проблем. См. информацию на Фабрикаторе и на mediawiki.org. |